# Gran Premi dels Països Baixos del 1975
Resultats del Gran Premi dels Països Baixos de Fórmula 1 de la temporada 1975, disputat al circuit de Zandvoort, el 22 de juny del 1975.

## Resultats
| Pos | No | Pilot              | Equip             | Voltes | Temps/ Retirada   | Pos. de sortida | Punts |
| --- | -- | ------------------ | ----------------- | ------ | ----------------- | --------------- | ----- |
| 1   | 24 | James Hunt         | Hesketh - Ford    | 75     | 1h 46' 57. 40     | 3               | 9     |
| 2   | 12 | Niki Lauda         | Ferrari           | 75     | + 1.06 s          | 1               | 6     |
| 3   | 11 | Clay Regazzoni     | Ferrari           | 75     | + 55.06 s         | 2               | 4     |
| 4   | 7  | Carlos Reutemann   | Brabham - Ford    | 74     | + 1 Volta         | 5               | 3     |
| 5   | 8  | Carlos Pace        | Brabham - Ford    | 74     | + 1 Volta         | 9               | 2     |
| 6   | 16 | Tom Pryce          | Shadow - Ford     | 74     | + 1 Volta         | 12              | 1     |
| 7   | 23 | Tony Brise         | Hill - Ford       | 74     | + 1 Volta         | 7               |       |
| 8   | 28 | Mark Donohue       | Penske - Ford     | 74     | + 1 Volta         | 18              |       |
| 9   | 4  | Patrick Depailler  | Tyrrell - Ford    | 73     | + 2 Voltes        | 13              |       |
| 10  | 31 | Gijs Van Lennep    | Ensign - Ford     | 71     | + 4 Voltes        | 22              |       |
| 11  | 30 | Wilson Fittipaldi  | Fittipaldi - Ford | 71     | + 4 Voltes        | 24              |       |
| 12  | 20 | Ian Scheckter      | Williams - Ford   | 70     | + 5 Voltes        | 19              |       |
| 13  | 22 | Alan Jones         | Hill - Ford       | 70     | + 5 Voltes        | 17              |       |
| 14  | 10 | Lella Lombardi     | March - Ford      | 70     | + 5 Voltes        | 23              |       |
| 15  | 5  | Ronnie Peterson    | Lotus - Ford      | 69     | Sense combustible | 16              |       |
| 16  | 3  | Jody Scheckter     | Tyrrell - Ford    | 67     | Motor             | 4               |       |
| Ret | 21 | Jacques Laffite    | Williams - Ford   | 64     | Motor             | 15              |       |
| Ret | 2  | Jochen Mass        | McLaren - Ford    | 61     | Accident          | 8               |       |
| Ret | 17 | Jean Pierre Jarier | Shadow - Ford     | 44     | Pneumàtics        | 10              |       |
| Ret | 18 | John Watson        | Surtees - Ford    | 43     | Vibracions        | 14              |       |
| Ret | 1  | Emerson Fittipaldi | McLaren - Ford    | 40     | Motor             | 6               |       |
| Ret | 14 | Bob Evans          | BRM               | 23     | Diferencial       | 20              |       |
| Ret | 6  | Jacky Ickx         | Lotus - Ford      | 6      | Motor             | 21              |       |
| Ret | 9  | Vittorio Brambilla | March - Ford      | 0      | Suspensions       | 11              |       |
| NVQ | 35 | Hiroshi Fushida    | Maki - Ford       |        |                   |                 |       |

## Altres
- Pole: Niki Lauda 1' 20. 29

- Volta ràpida: Niki Lauda 1' 21. 54 (a la volta 55)